# Kilden
Kilden ist eine dänische Ortschaft mit 933 Einwohnern (Stand 1. Januar 2023) im Norden Dänemarks. Die Ortschaft liegt im Kirchspiel Flade (Flade Sogn), das bis 1970 zur Harde Horns Herred im damaligen Hjørring Amt gehörte. Mit der Auflösung der Hardenstruktur wurde das Kirchspiel in die Kommune Frederikshavn im neugegründeten Amt Nordjütland aufgenommen, die Kommune wiederum ging mit der Kommunalreform zum 1. Januar 2007 mit anderen Kommunen in der erweiterten Kommune Frederikshavn auf, die zur Region Nordjylland gehört.
Kilden liegt etwa einen Kilometer westlich von Frederikshavns Stadtgrenze.